# Березлоджі (Молдова)
Березлоджі (рум. Berezlogi) — село в Оргіївському районі Молдови. Адміністративний центр однойменної комуни, до складу якої також входить село Хиждієнь.

## Населення
За даними перепису населення 2004 року у селі проживали 1517 осіб.
Національний склад населення села:
| Національність       | Кількість осіб | Відсоток   |
| -------------------- | -------------- | ---------- |
| молдавани румуни     | 1505 4         | 99,2% 0,3% |
| українці             | 5              | 0,3%       |
| росіяни              | 1              | 0,1%       |
| інша / без відповіді | 2              | 0,1%       |
| Всього               | 1517           | 100%       |